# Tempel Jaya
Tempel Jaya is een bestuurslaag in het regentschap Simalungun van de provincie Noord-Sumatra, Indonesië. Tempel Jaya telt 2356 inwoners (volkstelling 2010).